# ゴールドコースト・ブレイズ
ゴールドコースト・ブレイズ（Gold Coast Blaze）は、オーストラリアのNBLに所属するプロバスケットボールチームである。本拠地はゴールドコーストのゴールドコースト・コンベンション&エキシビジョンセンター。

## 歴史
2007年よりNBLに参加した最も新しいチーム。
1シーズン目は8位でプレーオフに進出する健闘を見せた。
しかし、2012-13シーズン限りで撤退。